# Kwiatonos salomoński
Kwiatonos salomoński (Anthops ornatus) – gatunek ssaka z rodziny płatkonosowatych (Hipposideridae), występujący endemicznie na Wyspach Salomona; według IUCN jest narażony na wyginięcie.

## Taksonomia
Rodzaj i gatunek po raz pierwszy zgodnie z zasadami nazewnictwa binominalnego opisał w 1888 roku brytyjski zoolog Oldfield Thomas nadając im odpowiednio nazwy Anthops i Anthops ornatus. Holotyp pochodził z Aoli, na Guadalcanale, na Wyspach Salomona. Jedyny przedstawiciel rodzaju kwiatonos (Anthops). 
Autorzy Illustrated Checklist of the Mammals of the World uznają ten gatunek za monotypowy. 

### Etymologia
- Anthops: gr. ανθος anthos „kwiat”; ωψ ōps, ωπος ōpos „wygląd, oblicze”[7].
- ornatus: łac. ornatus „ozdobny, strojny”, od ornare „ozdobić”[8].

## Zasięg występowania
Kwiatonos salomoński występuje endemicznie na Wyspach Salomona (Buka, Bougainville, Choiseul, Santa Isabel, Florida i Guadacanal).

## Morfologia
Długość ciała (bez ogona) 46,6–61 mm, długość ogona 3–6,5 mm, długość ucha 16,5–22 mm, długość tylnej stopy 9,5–11 mm, długość przedramienia 48–53 mm; masa ciała 8 g. Wzór zębowy: I {\displaystyle {\tfrac {1}{2}}} C {\displaystyle {\tfrac {1}{1}}} P {\displaystyle {\tfrac {2}{2}}} M {\displaystyle {\tfrac {3}{3}}} = 30.

## Ekologia
Występuje w lasach i na polach uprawnych.

## Status
IUCN uznaje kwiatonosa salomońskiego za gatunek narażony (VU, Vulnerable). Nietoperz ten jest wyjątkowo rzadki, do 2013 roku pozyskano łącznie 19 okazów z 8 stanowisk na pięciu wyspach archipelagu. Prawdopodobnie całkowita populacja liczy poniżej 10 tysięcy dorosłych osobników.